# Open Sud de France
A Open Sud de France egy minden évben megrendezésre kerülő férfi tenisztorna Montpellier-ben, Franciaországban. A verseny az ATP International Series tornák közé tartozik, összdíjazása 561 345 euró.
A mérkőzéseket fedett csarnokban, kemény borításon tartják.  Az első versenyt 1987-ben rendezték meg, jelenleg a tornán 28 egyéni játékos és 16 páros vehet részt. 2009-ig Lyon volt a helyszín, a torna akkori neve Grand Prix de Tennis de Lyon volt.
A verseny egyike a négy francia ATP 250 Series tornának, a Marseille-ben megrendezett Open 13, a metzi Moselle Open és a nizzai Open de Nice Côte d’Azur tornákkal karöltve.

## Döntők

### Egyéni
| Év   | Győztes               | Ellenfél a döntőben   | Eredmény a döntőben |
| ---- | --------------------- | --------------------- | ------------------- |
| 2024 | Alexander Bublik (2)  | Borna Ćorić           | 5–7, 6–2, 6–3       |
| 2023 | Jannik Sinner         | Maxime Cressy         | 7–6(7–3), 6–3       |
| 2022 | Alexander Bublik      | Alexander Zverev      | 6–4, 6–3            |
| 2021 | David Goffin          | Roberto Bautista-Agut | 5–7, 6–4, 6–2       |
| 2020 | Gaël Monfils (3)      | Vasek Pospisil        | 7–5, 6–3            |
| 2019 | Jo-Wilfried Tsonga    | Pierre-Hugues Herbert | 6–4, 6–2            |
| 2018 | Lucas Pouille         | Richard Gasquet       | 7–6(2), 6–3         |
| 2017 | Alexander Zverev      | Richard Gasquet       | 7–6(4), 6–3         |
| 2016 | Richard Gasquet       | Paul-Henri Mathieu    | 7–5, 6–4            |
| 2015 | Richard Gasquet       | Jerzy Janowicz        | 3–0-nál feladta     |
| 2014 | Gaël Monfils          | Richard Gasquet       | 6–4, 6–4            |
| 2013 | Richard Gasquet       | Benoît Paire          | 6–2, 6–3            |
| 2012 | Tomáš Berdych         | Gaël Monfils          | 6–2, 4–6, 6–3       |
| 2011 | nem rendezték meg     | nem rendezték meg     | nem rendezték meg   |
| 2010 | Gaël Monfils          | Ivan Ljubičić         | 6–2, 5–7, 6–1       |
| 2009 | Ivan Ljubičić         | Michaël Llodra        | 7–5, 6–3            |
| 2008 | Robin Söderling       | Julien Benneteau      | 6–3, 6–7(5), 6–1    |
| 2007 | Sébastien Grosjean    | Marc Gicquel          | 7–6(5), 6–4         |
| 2006 | Richard Gasquet       | Marc Gicquel          | 6–3, 6–1            |
| 2005 | Andy Roddick          | Gaël Monfils          | 6–3, 6–2            |
| 2004 | Robin Söderling       | Xavier Malisse        | 6–2, 3–6, 6–4       |
| 2003 | Rainer Schüttler      | Arnaud Clément        | 7–5, 6–3            |
| 2002 | Paul-Henri Mathieu    | Gustavo Kuerten       | 4–6, 6–3, 6–1       |
| 2001 | Ivan Ljubičić         | Júnesz el-Ajnávi      | 6–3, 6–2            |
| 2000 | Arnaud Clément        | Patrick Rafter        | 7–6(2), 7–6(5)      |
| 1999 | Nicolás Lapentti      | Lleyton Hewitt        | 6–3, 6–2            |
| 1998 | Àlex Corretja         | Tommy Haas            | 2–6, 7–6(6), 6–1    |
| 1997 | Fabrice Santoro       | Tommy Haas            | 6–4, 6–4            |
| 1996 | Jevgenyij Kafelnyikov | Arnaud Boetsch        | 7–5, 6–3            |
| 1995 | Wayne Ferreira        | Pete Sampras          | 7–6(2), 5–7, 6–3    |
| 1994 | Marc Rosset           | Jim Courier           | 6–4, 7–6(2)         |
| 1993 | Pete Sampras          | Cédric Pioline        | 7–6(5), 1–6, 7–5    |
| 1992 | Pete Sampras          | Cédric Pioline        | 6–4, 6–2            |
| 1991 | Pete Sampras          | Olivier Delaître      | 6–1, 6–1            |
| 1990 | Marc Rosset           | Mats Wilander         | 6–3, 6–2            |
| 1989 | John McEnroe          | Jakob Hlasek          | 6–3, 7–6            |
| 1988 | Yahiya Doumbia        | Todd Nelson           | 6–4, 3–6, 6–3       |
| 1987 | Yannick Noah          | Joakim Nyström        | 6–4, 7–5            |

### Páros
| Év   | Győztes                               | Ellenfél a döntőben                  | Eredmény a döntőben |
| ---- | ------------------------------------- | ------------------------------------ | ------------------- |
| 2018 | Ken Skupski Neal Skupski              | Ben McLachlan Hugo Nys               | 7–6(2), 6–4         |
| 2017 | Mischa Zverev Alexander Zverev        | Fabrice Martin Daniel Nestor         | 6–4, 6–7(3), [10–7] |
| 2016 | Mate Pavić Michael Venus              | Mischa Zverev Alexander Zverev       | 7–5, 7–6(4)         |
| 2015 | Marcus Daniell Artem Sitak            | Dominic Inglot Florin Mergea         | 6–3, 3–6, [11–9]    |
| 2014 | Nyikolaj Davigyenko Denis Istomin     | Marc Gicquel Nicolas Mahut           | 6–4, 1–6, [10–7]    |
| 2013 | Marc Gicquel Michaël Llodra           | Johan Brunström Raven Klaasen        | 6–3, 3–6, [11–9]    |
| 2012 | Nicolas Mahut Édouard Roger-Vasselin  | Paul Hanley Jamie Murray             | 6–4, 7–6(4)         |
| 2011 | nem rendezték meg                     | nem rendezték meg                    | nem rendezték meg   |
| 2010 | Stephen Huss Ross Hutchins            | Marc López Eduardo Schwank           | 6–2, 4–6, [10–7]    |
| 2009 | Julien Benneteau Nicolas Mahut        | Arnaud Clément Sébastien Grosjean    | 6–4, 7–6(6)         |
| 2008 | Michaël Llodra Andi Rám               | Stephen Huss Ross Hutchins           | 6–3, 5–7, [10–8]    |
| 2007 | Sébastien Grosjean Jo-Wilfried Tsonga | Łukasz Kubot Lovro Zovko             | 6–4, 6–3            |
| 2006 | Julien Benneteau Arnaud Clément       | František Čermák Jaroslav Levinský   | 6–2, 6–7(3), [10–7] |
| 2005 | Michaël Llodra Fabrice Santoro        | Jeff Coetzee Rogier Wassen           | 6–3, 6–1            |
| 2004 | Jonathan Erlich Andi Rám              | Jonas Björkman Radek Štěpánek        | 7–6(2), 6–2         |
| 2003 | Jonathan Erlich Andi Rám              | Julien Benneteau Nicolas Mahut       | 6–1, 6–3            |
| 2002 | Wayne Black Kevin Ullyett             | Mark Knowles Daniel Nestor           | 6–4, 3–6, 7–6(3)    |
| 2001 | Daniel Nestor Nenad Zimonjić          | Arnaud Clément Sébastien Grosjean    | 6–1, 6–2            |
| 2000 | Paul Haarhuis Sandon Stolle           | Ivan Ljubičić Jack Waite             | 6–1, 6–7(2), 7–6(7) |
| 1999 | Piet Norval Kevin Ullyett             | Wayne Ferreira Sandon Stolle         | 4–6, 7–6(5), 7–6(4) |
| 1998 | Olivier Delaître Fabrice Santoro      | Tomás Carbonell Francisco Roig       | 6–2, 6–2            |
| 1997 | Ellis Ferreira Patrick Galbraith      | Olivier Delaître Fabrice Santoro     | 3–6, 6–2, 6–4       |
| 1996 | Jim Grabb Richey Reneberg             | Neil Broad Piet Norval               | 6–2, 6–1            |
| 1995 | Jakob Hlasek Jevgenyij Kafelnyikov    | John-Laffnie de Jager Wayne Ferreira | 6–3, 6–3            |
| 1994 | Jakob Hlasek Jevgenyij Kafelnyikov    | Martin Damm Patrick Rafter           | 6–7, 7–6, 7–6       |
| 1993 | Gary Muller Danie Visser              | John-Laffnie de Jager Stefan Kruger  | 6–3, 7–6            |
| 1992 | Jakob Hlasek Marc Rosset              | Neil Broad Stefan Kruger             | 6–1, 6–3            |
| 1991 | Tom Nijssen Cyril Suk                 | Steve DeVries David Macpherson       | 7–6, 6–3            |
| 1990 | Patrick Galbraith Kelly Jones         | Jim Grabb David Pate                 | 7–6, 6–4            |
| 1989 | Eric Jelen Michael Mortensen          | Jakob Hlasek John McEnroe            | 6–2, 3–6, 6–3       |
| 1988 | Brad Drewett Broderick Dyke           | Michael Mortensen Blaine Willenborg  | 3–6, 6–3, 6–4       |
| 1987 | Guy Forget Yannick Noah               | Kelly Jones David Pate               | 4–6, 6–3, 6–4       |

## Külső hivatkozások
- Hivatalos oldal
- atptennis.com profile